# 유성 치경 설측 파찰음
유성 치경 설측 파찰음(有聲 齒莖 舌側 破擦音)은 치경에서 조음하는 설측파찰음이고 유성음이다. 국제 음성 기호로는 d͡ɮ로 표기한다.

## 예시
- 총가어: dhl에서 이 소리가 난다.